# Міхал Герник
Міхал Анджей Герник, чи Міхал Анджей Гернік (пол. Michał Andrzej Hernik; 30 січня 1975, Краків, Польща — 6 січня 2015, біля Чілесіто, Аргентина) — польський підприємець та мотогонщик. У 2015 році дебютував у Ралі Дакар, під час якого і загинув.

## Біографія
У 90-х роках Міхал навчався в Університеті науки і технології в Кракові на кафедрі менеджменту та маркетингу. Після закінчення вузу працював маркетологом.
З 2006 року розпочав власний бізнес. Був одним із засновників і виконавчим директором компанії FarmaProm.

## Мотоспорт
Мотоциклетним спортом Міхал захопився ще у ліцеї, коли батьки придбали для нього мотоцикл Junak M07. З часом юнацьке захоплення переросло у професійну участь Херніка у змаганнях. Поляк брав участь у багатьох змаганнях з ралі-рейдів, виступав у тому числі в Марокко, Малі, Мавританії, Румунії та Польщі. Кульмінацією його спортивної кар'єри мала стати участь у престижному Ралі Дакар, яка мала також стати йому подарунком на 40-річчя.

## Загибель
Тіло Херніка було знайдено в 16:03 (за місцевим часом) на 206-у кілометрі третього етапу Ралі Дакар-2015. Спортсмен лежав без шолому, на відстані приблизно 300 метрів від шосе поряд з мотоциклом. У нього не було ознак пошкоджень після аварії. Незважаючи на прийняті реанімаційні заходи, Хернік помер.
8 січня 2015 було підтверджено, що Міхал загинув в результаті перегріву і зневоднення організму. Він став 24-им спортсменом, що загинули під час ралі Дакар, яке відбувається з 1979 року, та першим польським учасником ралі, який загинув у ньому. 